# Maren Lehmann
Maren Lehmann (* 11. Juni 1966 in Mittweida) ist eine deutsche Soziologin und Hochschullehrerin.

## Leben
Lehmann begann zunächst ein Studium des Designs an der Hochschule für Kunst und Design Halle Burg Giebichenstein, wechselte dann zu Erziehungswissenschaften und Soziologie an die Universitäten Halle-Wittenberg und Bielefeld. Sie erlangte ein Diplom in Erziehungswissenschaft. Anschließend begann sie zunächst bei Niklas Luhmann ihre Dissertation zu verfassen, dieser verstarb jedoch vor der Fertigstellung. Sie wurde dann 2001 mit der Arbeit zu Inklusion. Beobachtungen einer sozialen Form am Beispiel von Religion und Kirche zum Dr. phil. promoviert. Ihre Habilitation in Soziologie erfolgte 2009 an der Universität Witten-Herdecke mit der Arbeit Mit Individualität rechnen: Karriere als Organisationsproblem. 
Forschung und Lehre betrieb Lehmann an den Universitäten Halle-Wittenberg, Leipzig und Duisburg-Essen sowie der Bauhaus-Universität Weimar und der Wirtschaftsuniversität Wien.
Im Sommersemester 2010 vertrat Lehmann die Professur für Allgemeine Soziologie und Soziologische Theorie an der Staatswissenschaftlichen Fakultät der Universität Erfurt, anschließend war sie dort bis 2015 weiter als Privatdozentin tätig, außerdem war sie Privatdozentin für Soziologie an der Fakultät für Kulturreflexion der Universität Witten/Herdecke.
Seit 2012 ist Lehmann Inhaberin des Lehrstuhls zunächst für Soziologie mit dem Schwerpunkt Organisationstheorie, seit 2014 für Soziologische Theorie, an der Zeppelin Universität in Friedrichshafen.

## Forschungsschwerpunkte
Lehmann beschäftigt sich mit der Soziologie der Organisation (insbesondere der Theorie der Individualität, Karriere und Entscheidung) sowie mit Designtheorie und Religionssoziologie.

## Publikationen (Auswahl)
- Herausgeberin gemeinsam mit Markus Heidingsfelder: Corona. Weltgesellschaft im Ausnahmezustand?. Weilerswist 2020: Velbrück Wissenschaft. ISBN 978-3-95832-237-0.
- Zwei oder drei: Kirche zwischen Organisation und Netzwerk. Vorträge. Leipzig 2018: Evangelische Verlagsanstalt. ISBN 3-374-05471-4.
- Mit Individualität rechnen: Karriere als Organisationsproblem. Universität Witten/Herdecke 2009. Weilerswist 2011: Velbrück Wissenschaft. ISBN 978-3-942393-19-5.
- Theorie in Skizzen. Berlin 2011: Merve-Verlag. ISBN 978-3-88396-286-3.
- Parochie: Chancen und Risiken der Ortsgemeinde. Leipzig 2002: Evangelische Verlags-Anstalt. ISBN 3-374-02006-2.
- Inklusion: Beobachtungen einer sozialen Form am Beispiel von Religion und Kirche. Frankfurt am Main 2002: Humanities Online. ISBN 3-934157-20-3.